# Hotanj
Hotanj je naseljeno mjesto u gradu Čapljini, Federacija BiH, BiH. Nalazi se u južnoj Hercegovini, tri kilometra istočno od Čapljine.

## Stanovništvo

### 1991.
Nacionalni sastav stanovništva 1991. godine, bio je sljedeći:
ukupno: 275
- Hrvati - 178 (64,73%)
- Muslimani - 93 (33,81%)
- Jugoslaveni - 4 (0,45%)

### 2013.
Nacionalni sastav stanovništva 2013. godine, bio je sljedeći:
ukupno: 451
- Hrvati - 388 (86,03%)
- Bošnjaci - 58 (12,86%)
- ostali, neopredijeljeni i nepoznato - 5 (1,11%)